# Tomek i przyjaciele; Jak lokomotywy uratowały lotnisko
Tomek i przyjaciele; Jak lokomotywy uratowały lotnisko (ang. Thomas and Friends; Calling All Engines) – film pełnometrażowy serialu Tomek i przyjaciele. W Wielkiej Brytanii film ten został wyprodukowany z okazji 60-lecia powstania małej, niebieskiej lokomotywy. W Polsce film był emitowany na kanale MiniMini, a obecnie jest emitowany na kanale JimJam. W Polsce film został również wydany na płycie DVD. Premiera filmu w Wielkiej Brytanii miała miejsce w 2005 roku, a w Polsce rok później.

## Fabuła
Na wyspie Sodor ma zostać wybudowane nowe lotnisko. Początkowo budowa przebiega szybko, ale wkrótce dochodzi do rywalizacji pomiędzy lokomotywami parowymi i spalinowymi. Dodatkowe opóźnienie powoduje gwałtowna burza. Lokomotywy parowe i spalinowe zmuszone są współpracować ze sobą, by lotnisko zostało zbudowane.

## Postacie z filmu
- Tomek
- Edek
- Henio
- Gabryś
- Kuba
- Piotrek
- Emilka
- Dama
- Diesel
- Marta
- Arek i Bartek
- Diesel 10
- Harold
- Gruby Zawiadowca
- Tobik (nie mówi)
- Hipek (nie mówi)
- Wiluś i Benio (nie mówią)
- Dorotka (nie mówi)
- Sylwek (nie mówi)
- Derek (nie mówi)
- Rudik (nie mówi)
- Ania i Klara (nie mówią)
- Hania (nie mówi)
- Grzegorz (nie mówi)
- Karolcia (nie mówi)
- Bogdan (nie mówi)
- Karolek (nie mówi)

## Wersja polska
Opracowanie wersji polskiej: Studio Eurocom

Tekst: Anna Sienkiewicz

Czytał: Stefan Knothe